# Synasterope longisetosa
Synasterope longisetosa är en kräftdjursart. Synasterope longisetosa ingår i släktet Synasterope och familjen Cylindroleberididae. Inga underarter finns listade i Catalogue of Life.